# Jamel Bensbaa
Jamel Bensbaa est un chanteur algérien, aussi joueur de basse et de guitare et autodidacte, il est né le 13 mai 1961, à  Batna.

## Biographie
Sa maison a été une ruche pour les artistes  depuis 1962,  son frère aîné  ouvre les portes aux artistes de Batna. Djamel Bensbaa a appris à jouer la derbouka et il a fait partie de la chorale de la maison de jeunes de la ville de Batna.
Il rassemble plusieurs artistes dont Chérif Merzouki. Ensuite, il intègre le groupe Kahina en 1980 , il est bassiste. Après, il rejoint le groupe Chélia.
Par la suite, il a chanté avec Nouari Nezzar en formant le groupe Erres, fidélité et force du lion en chaoui, en 1984. Le groupe enregistre et passe plusieurs fois à la Télévision algérienne et gagne la 6e place au  Hit algérien à la Radio Télévision algérienne dans l'émission Bled music. Ils font une cassette composée de 8 chansons dont le titre est Chouchana  et ils composent la musique du film Cris de pierres  réalisé par Bouguermouh et des chansons  tournées en duo. Il fait alors un album avec le compositeur et interprète Hamid Daas en 1988.